# كاي هافيرتس
كاي لوكاس هافيرتس (بالألمانية: Kai Lucas Havertz)‏ مواليد 16 يونيو 1999) هو لاعب كرة قدم ألماني يلعب في مركز الوسط الهجومي أو هجوم مع نادي أرسنال في الدوري الإنجليزي الممتاز والمنتخب الألماني.
عندما شارك لأول مرة مع ليفركوزن في عام 2016، أصبح هافيرتس أصغر لاعب يشارك مع النادي في الدوري الألماني آنذاك، وأصبح أصغر لاعب يسجل لهم على عبر التاريخ عندما سجل هدفه الأول في العام التالي. كما أنه أصغر لاعب يصل إلى 50 و100 مباراة في الدوري الألماني. مع تشيلسي، فاز بدوري أبطال أوروبا 2020–21، وسجل الهدف الوحيد في المباراة النهائية ضد مانشستر سيتي.

## مسيرته الكروية

### بدايته المبكرة
ولد في مدينة آخن في ألمانيا، وتلقى هافيرتس أول تجربة له في مجال كرة القدم مع فريق الهواة ألمانية ماريادورف. في عام 2009، تم التوقيع معه من قبل فريق دوري الدرجة الثانية ألمانيا آخن حيث قضى عامين في أكاديمية النادي قبل انضمامه إلى باير ليفركوزن في سن الحادية عشرة. في عام 2016، بعد تسجيله 18 هدفًا مع فريق النادي تحت 17 سنة، حصل على ميدالية فريتز والتر الفضية تحت 17 سنة قبل أن يقتحم فريق ليفركوزن الأول في العام التالي.

### باير ليفركوزن

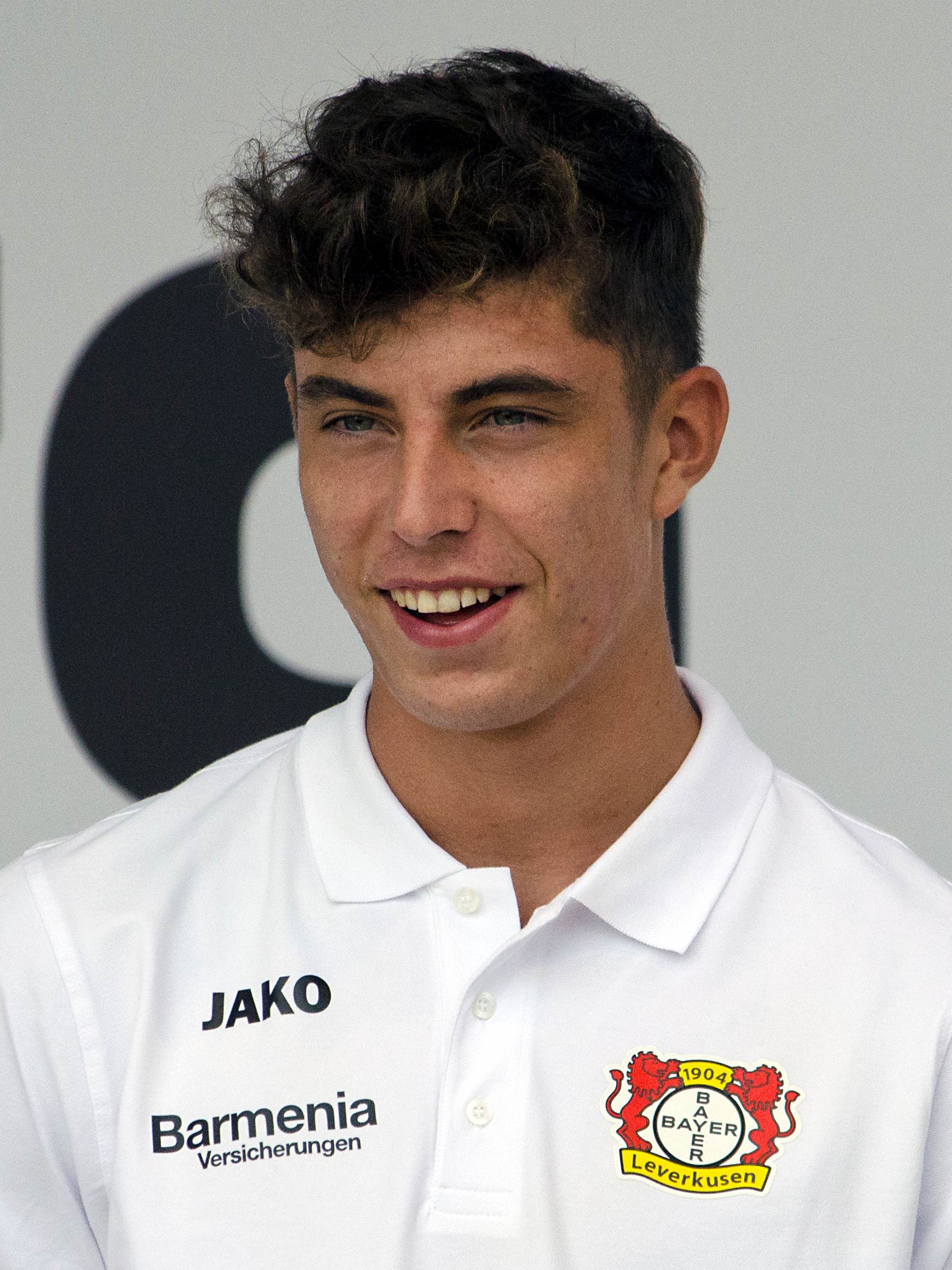
هافيرتس مع باير ليفركوزن عام 2018

شارك هافيرتس لأول مرة مع باير ليفركوزن في 15 أكتوبر 2016، حيث دخل كبديل في الشوط الثاني عن تشارلز أرانغويز في مباراة الخسارة 2–1 في الدوري أمام فيردر بريمن. عند دخوله الميدان، أصبح أصغر لاعب يشارك في الدوري الألماني بسن 17 و126 يومًا، على الرغم من رقمه قد كسر من قبل فلوريان فيرتز في عام 2020. في 17 فبراير 2017، صنع هدف زميله كريم بلعربي على تسجيل الهدف رقم 50.000 في الدوري الألماني. بعد أربعة أيام، بعد إيقاف زميله في الفريق هاكان تشالهان أوغلو، شارك في أول مباراة له في دوري أبطال أوروبا في ذهاب دور الـ16 من الخسارة أمام أتلتيكو مدريد. تم استبعاده من مباراة الإياب في مارس، حيث صادفت المباراة فترة الامتحانات في مدرسته. سجل هدفه الأول مع النادي في 2 أبريل، وسجل هدف التعادل في وقت لاحق في مباراة التعادل 3–3 أمام فولفسبورغ. عند قيامه بذلك، حطم هافيرتس رقمًا قياسيًا آخر مع النادي ليصبح أصغر لاعب يسجل هدف في تاريخ ليفركوزن في الدوري الألماني، بسن 17 عامًا. في نهاية الموسم لعب 28 مباراة في جميع المسابقات وسجل أربعة أهداف، بما في ذلك ثنائية ضد هرتا برلين في المباراة الأخير من الموسم، حيث أنهى ليفركوزن الموسم في المركز الثاني عشر.
في 14 أبريل 2018، أصبح هافيرتس أصغر لاعب في تاريخ الدوري الألماني يصل إلى 50 مباراة بعمر 18 عامًا و307 أيام، محطمًا الرقم القياسي الذي كان يحمله في السابق تيمو فيرنر. وتابع لينهي موسمه الثاني الكامل مع النادي بـ30 مباراة بالدوري وثلاثة أهداف حيث أنهى ليفركوزن الموسم بالمركز الخامس.
استمر هافيرتس في إثارة الإعجاب خلال الموسم التالي، على الرغم من معاناة ليفركوزن في بداية الدوري، وبحلول منتصف الموسم كان اللاعب الوحيد الذي شارك كأساسي في جميع مبارايات الفريق، وسجل ستة أهداف خلال هذه الفترة. في 26 يناير 2019، أصبح أصغر لاعب يسجل هدف من ركلة جزاء في تاريخ ليفركوزن عندما سجل من ركلة جزاء في الفوز 3–0 على فولفسبوغ، بعمر 19 عامًا و7 أشهر و16 يومًا. في الشهر التالي، أصبح ثاني أصغر لاعب على الإطلاق يلعب 75 مباراة في الدوري الألماني، خلف يوليان دراكسلر، عندما شارك كأساسي وسجل في الفوز 2–0 على فورتونا دوسلدورف. في 13 أبريل، سجل في مشاركته رقم 100 مع ليفركوزن ليساعد النادي على الفوز 1–0 أمام شتوتغارت. الهدف، وهو رقم 13 له في الموسم، جعله يصبح أصغر لاعب منذ هورست كوبل لاعب شتوتغارت في موسم 1967–68 يسجل 13 هدفًا في موسم دوري واحد. في 5 مايو، سجل هدفه الخامس عشر في الموسم خلال الفوز 6–1 على آينتراخت فرانكفورت؛ مباراة شهدت للمرة الأولى على الإطلاق تسجيل سبعة أهداف في الشوط الأول من مباراة في الدوري الألماني. في المباراة الأخيرة من الموسم، أصبح المراهق الأعلى تسجيلًا في موسم واحد في الدوري الألماني عندما سجل هدفه السابع عشر خلال الفوز 5–1 على هرتا برلين. في نهاية الموسم، حصل على لقب الوصيف خلف ماركو رويس لجائزة لاعب العام في ألمانيا، حيث خسر بفارق 37 صوتًا فقط.
في المباراة الافتتاحية لموسم 2019–20، سجل هافيرتس في فوز ليفركوزن 3–2 على بادربورن 07، ليصبح ثاني أصغر لاعب على الإطلاق خلف كوبيل يسجل 25 هدفًا في الدوري الألماني. في ديسمبر، بعمر 20 عامًا و6 أشهر و4 أيام، حطم رقمًا قياسيًا آخر من أرقام فيرنر ليصبح أصغر لاعب على الإطلاق يصل إلى 100 مباراة في الدوري الألماني عندما شارك كأساسي في هزيمة فريقه 2–0 أمام كولن.

### تشيلسي
في 4 سبتمبر 2020، وقع هافيرتس عقدًا لمدة خمس سنوات مع تشيلسي في الدوري الإنجليزي الممتاز. تم الإعلان عن أن قيمة الصفقة الأولية تبلغ 62 مليون جنيه إسترليني، والتي يمكن أن ترتفع إلى 71 مليون جنيه إسترليني مع الإضافات، مما يجعله ثاني أغلى صفقة لتشيلسي بعد كيبا أريزابالاغا. في 14 سبتمبر، شارك لأول مرة مع تشيلسي في المباراة الافتتاحية للدوري ضد برايتون أند هوف ألبيون، والتي انتهت بالفوز 3–1 خارج أرضه. في 23 سبتمبر، سجل هافيرتس أول هاتريك له في مسيرته وأول أهدافه مع تشيلسي في الفوز 6–0 على أرضه أمام بارنسلي في الجولة الثالثة من كأس الرابطة. سجل هافيرتس هدفه الأول في الدوري الإنجليزي الممتاز ضد ساوثهامبتون في 17 أكتوبر، في مباراة التعادل 3–3 على أرضه. في 4 نوفمبر 2020، تم الإعلان أن اختبار هافيرتس لمرض فيروس كورونا كان إيجابيًا.
في 29 مايو 2021، سجل الهدف الوحيد في المباراة في نهائي دوري أبطال أوروبا 2021. كان هدفه الأول في دوري أبطال أوروبا حيث هزم تشيلسي زميله الإنجليزي مانشستر سيتي ليفوز بالمسابقة للمرة الثانية في تاريخ النادي.

## مسيرته الدولية

### الشباب
شارك هافيرتس لأول مرة مع منتخب ألمانيا تحت 16 سنة في 11 نوفمبر 2014، حيث لعب كأساسي في مباراة ودية ضد التشيك قبل أن يتم استبداله في الدقيقة 57 لصالح توم باك. انتهت المباراة بفوز ألمانيا 3–1.
تم ضم هافيرتس إلى تشكيلة ألمانيا لبطولة أوروبا تحت 17 سنة لعام 2016 في أذربيجان. شارك في جميع مباريات ألمانيا الخمس، وسجل هدف وحيد قبل أن تُقصى ألمانيا على يد إسبانيا في نصف النهائي.
بعد 15 شهرًا من الغياب عن اللعب مع منتخبات للشباب، شارك هافيرتس لأول مرة مع منتخب ألمانيا تحت 19 سنة في 31 أغسطس 2017، في مباراة التعادل 0–0 ضد سويسرا، ودخل كبديل عن بالكو دارداي في الدقيقة 72. في 4 أكتوبر 2017، في مشاركته الثالثة مع منتخب تحت 19 سنة، سجل هافيرتس أربعة أهداف في الفوز 5–1 ضد بيلاروسيا في الدور الأول من تصفيات بطولة أوروبا تحت 19 سنة. تم اختياره لاحقًا كابتن منتخب ألمانيا تحت 19.

### المنتخب الأول

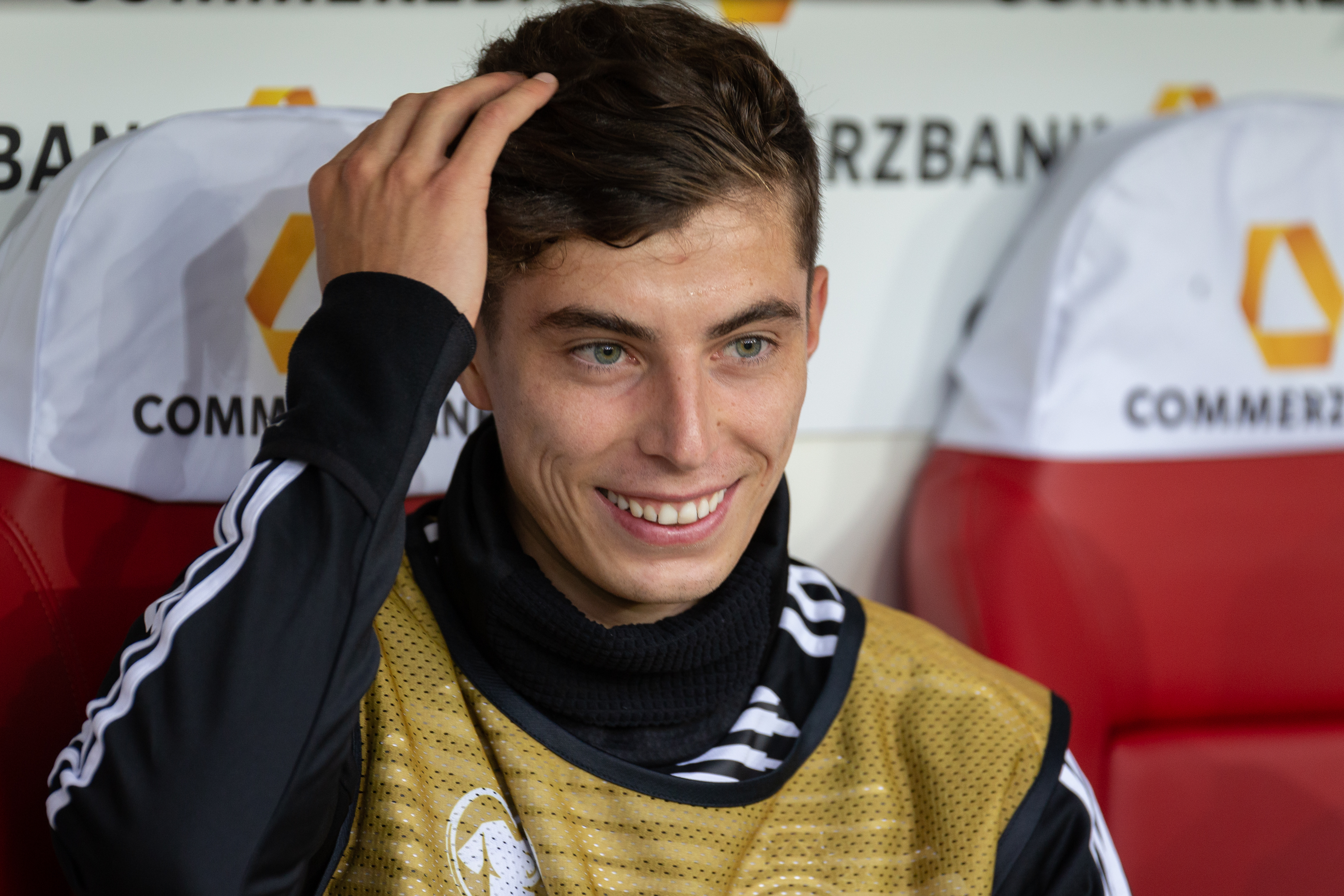
هافيرتس مع ألمانيا في 2019.

في 29 أغسطس 2018، تم استدعاء هافيرتس إلى المنتخب الألماني الأول للمرة الأولى من قبل المدير الفني يواخيم لوف. كان ضمن تشكيلة ألمانيا المشاركة بالمجموعات في دوري الأمم الأوروبية 2018–19 أمام فرنسا وفي المباراة الودية أمام بيرو. شارك لأول مرة في 9 سبتمبر 2018، حيث دخل كبديل في الدقيقة 88 عن تيمو فيرنر ضد بيرو، حيث انتهت المباراة بالفوز على أرضه 2–1. عند ظهوره لأول مرة، أصبح أول لاعب ولد في عام 1999 يُمثّل المنتخب الوطني.

#### يورو 2020
في 19 مايو 2021، تم اختياره ضمن تشكيلة ألمانيا المشاركة في بطولة أمم أوروبا 2020. في 19 يونيو 2021، سجل الهدف الثالث لألمانيا في الدقيقة 51 في الفوز 4–2 على البرتغال. وسجل هدفًا في المباراة الأخيرة في المجموعات بالتعادل 2–2 أمام المجر والتي شهدت تأهل فريقه لربع نهائي المسابقة.

## الإحصائيات

### النادي
آخر تحديث 29 مايو 2021. 
| النادي        | الموسم   | الدوري           | الدوري | الدوري  | الكأس الوطني | الكأس الوطني | كأس الدوري | كأس الدوري | أوروبا | أوروبا  | أخرى   | أخرى    | المجموع | المجموع |
| النادي        | الموسم   | الدرجة           | الظهور | الأهداف | الظهور       | الأهداف      | الظهور     | الأهداف    | الظهور | الأهداف | الظهور | الأهداف | الظهور  | الأهداف |
| ------------- | -------- | ---------------- | ------ | ------- | ------------ | ------------ | ---------- | ---------- | ------ | ------- | ------ | ------- | ------- | ------- |
| باير ليفركوزن | 2016–17  | الدوري الألماني  | 24     | 4       | 1            | 0            | —          | —          | 3      | 0       | —      | —       | 28      | 4       |
| باير ليفركوزن | 2017–18  | الدوري الألماني  | 30     | 3       | 5            | 1            | —          | —          | —      | —       | —      | —       | 35      | 4       |
| باير ليفركوزن | 2018–19  | الدوري الألماني  | 34     | 17      | 2            | 0            | —          | —          | 6      | 3       | —      | —       | 42      | 20      |
| باير ليفركوزن | 2019–20  | الدوري الألماني  | 30     | 12      | 5            | 2            | —          | —          | 10     | 4       | —      | —       | 45      | 18      |
| باير ليفركوزن | المجموع  | المجموع          | 118    | 36      | 13           | 3            | —          | —          | 19     | 7       | —      | —       | 150     | 46      |
| تشيلسي        | 2020–21  | الدوري الإنجليزي | 27     | 4       | 5            | 1            | 1          | 3          | 12     | 1       | —      | —       | 45      | 9       |
| الإجمالي      | الإجمالي | الإجمالي         | 120    | 36      | 13           | 3            | 1          | 3          | 19     | 7       | —      | —       | 153     | 49      |

ملاحظات
1. ↑  تشمل كأس ألمانيا، وكأس الاتحاد الإنجليزي
2. ↑  تشمل كأس رابطة الأندية الإنجليزية المحترفة
3. 1 2  المباريات في دوري أبطال أوروبا
4. ↑  المباريات في الدوري الأوروبي
5. ↑  5 مباريات في دوري أبطال أوروبا، و5 مباريات وأربع أهداف في الدوري الأوروبي

### المنتخب
آخر تحديث 17 نوفمبر 2024. 
| المنتخب الوطني | العام   | الظهور | الأهداف |
| -------------- | ------- | ------ | ------- |
| ألمانيا        | 2018    | 2      | 0       |
| ألمانيا        | 2019    | 5      | 1       |
| ألمانيا        | 2020    | 3      | 1       |
| ألمانيا        | 2021    | 13     | 5       |
| ألمانيا        | 2022    | 10     | 5       |
| ألمانيا        | 2023    | 9      | 2       |
| ألمانيا        | 2024    | 12     | 6       |
| المجموع        | المجموع | 54     | 20      |

اعتبارًا من 17 نوفمبر 2024. قائمة الأهداف والنتائج مع منتخب ألمانيا الأول..
| #  | التاريخ        | المكان                               | الخصم            | الهدف | النتيجة | المسابقة                       |
| -- | -------------- | ------------------------------------ | ---------------- | ----- | ------- | ------------------------------ |
| 1  | 9 أكتوبر 2019  | الملعب الفيستفالي، دورتموند، ألمانيا | الأرجنتين        | 2–0   | 2–2     | ودية                           |
| 2  | 13 أكتوبر 2020 | ملعب راين إنرجي، كولونيا، ألمانيا    | سويسرا           | 2–2   | 3–3     | دوري الأمم الأوروبية 2020–21 أ |
| 3  | 25 مارس 2021   | أم أس في أرينا، دويسبورغ، ألمانيا    | آيسلندا          | 2–0   | 3–0     | تصفيات كأس العالم 2022         |
| 4  | 19 يونيو 2021  | أليانز أرينا، ميونخ، ألمانيا         | البرتغال         | 3–1   | 4–2     | بطولة أمم أوروبا 2020          |
| 5  | 23 يونيو 2021  | أليانز أرينا، ميونخ، ألمانيا         | المجر            | 1–1   | 2–2     | بطولة أمم أوروبا 2020          |
| 6  | 11 أكتوبر 2021 | فيليب الثاني أرينا،                  | مقدونيا الشمالية | 1–0   | 4–0     | تصفيات كأس العالم 2022         |
| 7  | 14 نوفمبر 2021 | ملعب فازكين سركيسيان الجمهوري،       | أرمينيا          | 1–0   | 4–1     | تصفيات كأس العالم 2022         |
| 8  | 26 مارس 2022   |                                      | إسرائيل          | 1–0   | 2–0     | ودية                           |
| 9  | 26 سبتمبر 2022 | ملعب ويمبلي، لندن، إنجلترا           | إنجلترا          | 1–0   | 3–3     | دوري الأمم الأوروبية 2022–23 أ |
| 10 | 26 سبتمبر 2022 | ملعب ويمبلي، لندن، إنجلترا           | إنجلترا          | 3–3   | 3–3     | دوري الأمم الأوروبية 2022–23 أ |
| 11 | 1 ديسمبر 2022  | استاد البيت، الخور، قطر              | كوستاريكا        | 3–2   | 4–2     | كأس العالم 2022                |
| 12 | 1 ديسمبر 2022  | استاد البيت، الخور، قطر              | كوستاريكا        | 4–2   | 4–2     | كأس العالم 2022                |
| 13 | 12 يونيو 2023  |                                      | أوكرانيا         | 2–3   | 3–3     | ودية                           |
| 14 | 18 نوفمبر 2023 |                                      | تركيا            | 1–0   | 2–3     | ودية                           |
| 15 | 23 مارس 2024   |                                      | فرنسا            | 2–0   | 2–0     | ودية                           |
| 16 | 7 يونيو 2024   |                                      | اليونان          | 1–1   | 2–1     | ودية                           |
| 17 | 14 يونيو 2024  | أليانز أرينا، ميونخ، ألمانيا         | إسكتلندا         | 3–0   | 5–1     | بطولة أمم أوروبا 2024          |
| 18 | 29 يونيو 2024  | الملعب الفيستفالي، دورتموند، ألمانيا | الدنمارك         | 1–0   | 2–0     | بطولة أمم أوروبا 2024          |
| 19 | 7 سبتمبر 2024  |                                      | المجر            | 5–0   | 5–0     | دوري الأمم الأوروبية 2024–25 أ |
| 20 | 16 نوفمبر 2024 |                                      | البوسنة والهرسك  | 3–0   | 7–0     | دوري الأمم الأوروبية 2024–25 أ |

## الإنجازات
باير ليفركوزن
- كأس ألمانيا الوصيف: 2019–20

تشيلسي
- دوري أبطال أوروبا : 2020–21[57]
- كأس السوبر الأوروبي : 2021[58]
- كأس العالم للأندية : 2021[59]
- كأس الاتحاد الإنجليزي الوصيف: 2020–21

الفردية
- فريق بطولة أمم أوروبا تحت 17 سنة: 2016[60]
- ميدالية فريتز والتر: الميدالية الفضية تحت 17 سنة 2016[61]
- ميدالية فريتز والتر: الميدالية الفضية تحت 19 سنة 2018[62]

- فريق العام للدوري الألماني: 2018–19[63]
- فريق الموسم للدوري الألماني من كيكر: 2018–19[64]
- لاعب الشهر في الدوري الألماني: أبريل 2019، مايو 2019،[65] مايو 2020[66]
- دوري أبطال أوروبا تشكيلة الواعدين: 2019[67]
- الدوري الأوروبي تشكيلة الموسم: 2019–20[68]

## وصلات خارجية
- كاي هافيرتز على موقع الاتحاد الدولي (مؤرشف)  (الإنجليزية)
- كاي هافيرتز على موقع الاتحاد الأوربي (الإنجليزية)
- كاي هافيرتز على موقع إي إس بي إن إف سي (الإنجليزية)
- كاي هافيرتز على موقع قاعدة بيانات كرة القدم.إي يو (الإنجليزية)
- كاي هافيرتز على موقع ليكيب (الفرنسية)
- كاي هافيرتز على موقع ناشيونال فوتبول تيمز (الإنجليزية)
- كاي هافيرتز على موقع Soccerbase.com (لاعب) (الإنجليزية)
- كاي هافيرتز على موقع Soccerway.com (الإنجليزية)
- كاي هافيرتز على موقع عالم كرة القدم.نت (الإنجليزية)
- كاي هافيرتز على موقع AS.com (الإسبانية)